# Hipódromo de Flemington
El Hipódromo de Flemington (en inglés: Flemington Racecourse) es un importante espacio para carreras de caballos ubicado en Melbourne, Victoria, Australia. Es más notable por haber acogido la Copa de Melbourne, que es la carrera de caballos más reconocida de Australia. El hipódromo está situado en las llanuras aluviales bajas, al lado del río Maribyrnong. El área primero fue utilizada para las carreras de caballos en marzo de 1840. El espacio del hipódromo de Flemington comprende 1,27 kilómetros cuadrados de tierras de la Corona. El espacio se arrendó originalmente para el Club Hípico Victoria en 1848, que se fusionó con el Jockey Club Victoria en 1864 para formar El Club de carreras Victoria. La primera Copa de Melbourne se desarrolló aquí en 1861.